# Val-de-Ruz (huyện)
Huyện Val-de-Ruz (tiếng Pháp: District du Val-de-Ruz, tiếng Đức: Bezirk Val-de-Ruz) là một huyện hành chính của Thụy Sĩ. Huyện này thuộc bang Bang Neuchâtel. Huyện Val-de-Ruz có diện tích 128 km², dân số theo thống kê của cục thống kê Thụy Sĩ năm 1999 là 14198 người. Trung tâm của huyện đóng ở Cernier. Mã của huyện là 2405.